# Kódexirodalom Erdélyben
Kódexirodalom Erdélyben A kódex a könyvnyomtatás elterjedése előtt kézzel írott – főleg szövegszemelvényeket, jogi szabályokat tartalmazó – könyvek gyűjtőneve. A kolostori irodalom korában egyházi másolóműhelyekben, a reneszánsz idején gyakran világi műhelyekben megrendelésre íródott. Számos példány egyedi értékét művészi díszítései, iniciáléi és miniatúrái adják. A szöveg másolása pergamenlapokra, később papírra készült, a lapokat szép kötés védte. Rendeltetése szerint túlnyomórészt egyházi, így tartalma vallásos: Biblia-részletek, imádságok, elmélkedések, legendák, prédikációk, példák, himnuszok, énekek, a legtöbb esetben vegyesen. Főként nyelvtörténeti jelentőségük lényeges, ám nagy az irodalomtörténeti fontosságuk is: a latin stíluson nevelkedett magyar írásbeliségnek már bizonyos iskolázottságra valló formáit rögzítik, az egykorú nyelvállapot erejét, szépségeit tükrözik, a verses irodalomnak több korai emlékét őrzik.

## Magyar nyelvemlékek erdélyi kódexekben

### XIII. század
Erdélyi kódexeinkben eleinte csak vendégszövegként találunk magyar nyelvű bejegyzéseket. Az 1208 és 1235 közötti jogi ügyleteket és a Szent László sírja közelében tartott tüzesvaspróbák eseteit tartalmazó Váradi Regestrum 30 vármegye és várispánság, 600 község és 2500 ügyfél nevét adja meg (az okirat eredetije elveszett, ránk a Martinuzzi Fráter György által 1550-ben kinyomtatott másolat – a kolozsvári Heltai-nyomda remeke – maradt).

### XIV. század
Egy 14. századi latin kódex alsó margóján olvashatók a Gyulafehérvári Sorok: a három részből álló magyar szöveg a latin szentbeszédek módjára készült verses, összecsengő összefoglalóinak fordítása, ezért sokáig versnek tartották. Varjú Elemér fedezte fel 1898-ban, mai lelőhelye a gyulafehérvári Batthyáneum.
A Koncz-kódexben a XIV. század elejéről való nyelvemlékek találhatók, ezeket Farczády Elek találta meg és közölte a Szabó T. Attilával közösen szerkesztett Marosvásárhelyi sorok (1957), majd bővített új kiadásban A Marosvásárhelyi Sorok és a Marosvásárhelyi Glosszák (1973) c. kötetben. A hatsoros magyar szöveg és a glosszák szerzője ismeretlen. A Vulgatát tartalmazó kódex a marosvásárhelyi Református Kollégium könyvtárának állományából való, s ma a Teleki–Bolyai Könyvtár őrzi.

### XV. század
A 15. század közepéről való Apor-kódex 93 levélnyi magyar nyelvű vallásos szövegmásolatot tartalmaz, köztük a moldvai Tatrosra menekült Tamás és Bálint szerzetesek ún. huszita Bibliájának részleteit. A kódexet a Székely Nemzeti Múzeum őrizte Sepsiszentgyörgyön, de 1944-ben a múzeumi anyag menekítésekor egy bombatámadás következtében elpusztult. Szerencsére nem sokkal előbb megjelent Szabó Dénes hasonmás-kiadásában (Kolozsvár, 1942).

### XVI. század
A 16. századból is maradt ránk néhány egészében magyar nyelvű erdélyi kódex. Az 1526-1528 között keletkezett Székelyudvarhelyi Kódex Judit apokrif bibliai történetét őrzi, és elmélkedéseket, vasárnapi evangéliumokat tartalmaz. Hat kéz írása, első 232 lapja Nyújtódi András székely szerzetes munkája. A kódex a székelyudvarhelyi gimnáziumi könyvtár tulajdona.
Legendák, példák, elmélkedések, regulák gyűjteménye a ferences eredetű Teleki-kódex 1525, 1526, 1530, 1531 évbejegyzésekkel, a Teleki Téka tulajdonában volt. A gyulafehérvári Batthyáneum őrzi a Batthyány-kódex c. kéziratos protestáns graduált (évjelzései: 1541, 1563), himnuszok, litániák és antifónák dallammal ellátott gyűjteményét. E nyelvemlék egyik érdekessége, hogy a katolikus eredeti szöveget protestáns hitelvek szerint módosították.
A XVI. század második feléből való Lencsés György orvosi könyve, rövidített címén Ars Medica. A könyv több másolatban is elterjedt. Az eredeti példány a Teleki Téka kézirattárában található. Hű szövegét Varjas Béla tette közzé az ETI kiadásában (Kolozsvár, 1943). Kéziratos voltánál fogva ide tartozik Jakobinus János erdélyi kancellár 1602-ből való formuláskönyve, melyet Bónis György és Valentiny Antal mutatott be (Kolozsvár, 1947) a lakatoscéhnek az Erdélyi Nemzeti Múzeum Levéltárában őrzött irataiból.

### XVII. század
Az erdélyi magyar kódexirodalom 17. századbeli utolsó jelentős értéke a Kájoni-kódex néven ismert kézírásos dalgyűjtemény. Ezt 1944-ben a front közeledtére 123 más régi könyvvel együtt a ferencesek befalazták. 1980-ban és 1985-ben kerültek elő sérült állapotban s jutottak a Csíkszeredai Múzeumba. A restaurálási munkálatok különböző városok múzeumi laboratóriumaiban folytak. 1988-ban egy jogtalan intézkedéssel Csíkszeredából Bukarestbe szállították a híres gyűjteményt, amely végül 1992-ben visszakerült Csíkszeredába.